# Дрогобицька міліція
Дрогобицька міліція — міліцейське формування, що сформувалося з місцевих добровольців української національності, переважно з ветеранів Першої світової війни, у листопаді 1918 року. Її було розформовано після невдалої спроби повстання в квітні 1919 року.
Дрогобицька міліція не підпорядковувалася жодним установам Західноукраїнської Народної Республіки. Сучасні та еміграційні джерела стверджують, що міліція перебувала під значним впливом тогочасного комісара Дрогобицького повіту, соціал-демократа Семена Вітика. Натомість радянські джерела наголошують на провідній ролі підпільної комуністичної організації, очолюваної міліціонерами Василем Коцком, Григорієм Михацем та Іваном Кушніром.

## Історія

### Формування
Одразу після Листопадового чину в Дрогобичі не вдалося встановити українську владу, оскільки місцеві поляки чинили збройний опір формуванню українських органів влади. Проте до 2 листопада 1918 року польський виступ було придушено, і місто остаточно перейшло під контроль Західноукраїнської Народної Республіки.
Незважаючи на встановлення контролю над Дрогобичем, повіт залишався охопленим напругою. На той час тривало придушення польського виступу в Бориславі, через що сил для наведення порядку в Дрогобичі майже не залишалося. Тому в листопаді 1918 року мешканці передмість, переважно ветерани Першої світової війни, організувалися в місцеву міліцію.
Оскільки міліція не була сформована жодною уповноваженою особою, вона деякий час перебувала в правовій невизначеності. Проте згодом повітовий комісар Семен Вітик видав розпорядження про легалізацію місцевої міліції.

### Служба
Міліція виконувала правоохоронні функції в Дрогобичі.
За час своєї діяльності окремі міліціонери були помічені у зловживанні службовими повноваженнями. Зокрема, відомо, що деякі міліціонери привласнювали гуманітарну допомогу від Червоного Хреста, а також вимагали хабарі, погрожуючи арештами.

### Бунт
Деякі міліціонери, переважно ті, хто повернувся з російського полону, були учасниками підпільної комуністичної організації, яка сформувалася в Дрогобичі в листопаді 1918 року. Вони проводили таємні конференції, на яких розробляли програму дій. Очільниками організації були міліціонери Василь Коцко, Григорій Михаць та Іван Кушнір.
У 1919 році загострилися відносини між центральною владою та повітовим комісаром Семеном Вітиком. Останній, будучи комісаром головного нафтовидобувного повіту, монополізував видобуток нафти та всіляко намагався отримати з цього вигоду, блокуючи ініціативи УНРади.
Ліквідація монополії Семена Вітика була лише питанням часу, проте існував ризик, що Дрогобицька міліція підтримає його. Тому постало завдання нейтралізувати цю потенційну загрозу. Скориставшись тим, що Галицька армія зазнала значних втрат у боях із поляками, у квітні 1919 року міський комендант видав наказ про відправлення сотні міліції на фронт.
Міліція відмовилася виконувати наказ. Усвідомлюючи можливі наслідки, о 19:00 15 квітня міліціонери спробували заарештувати офіцерів повітової військової команди. Проте офіцери чинили опір і врешті змогли покинути будівлю. Під час перестрілки загинув очільник повстання, міліціонер Іван Кушнір.
Після захоплення більшості адміністративних будівель міста частина міліціонерів залишила лави міліції.
Наступного дня повстання було придушено. Спочатку в селі Літиня січові стрільці роззброїли шістьох кінних міліціонерів, які проводили розвідку. Згодом через міського голову повстанцям передали ультиматум урядових військ. Дізнавшись про наближення 3-го куреня 1-ї бригади Січових стрільців, міліціонери склали зброю. Значна частина бунтівників розійшлася по домівках або залишила місто.
Правоохоронні функції в Дрогобичі перейняла польова жандармерія.

### Суд
Над арештованими міліціонерами відбувся суд. Кримінальну справу розглядав надзвичайний суд Нафтового округу.
Слідчий поручник-суддя Микола Кондрат постановив, що бунт міліції не мав політичного забарвлення.

## Див.також
- Дрогобицький бунт